# Ніч перед випуском, ТЮГ, 1979
Ніч перед випуском, ТЮГ, 1979 — театральна версія повісті  В.Ф.Тендрякова, створена у 1979 році у ТЮЗі імені Брянцева, Ленінград.

## Передісторія

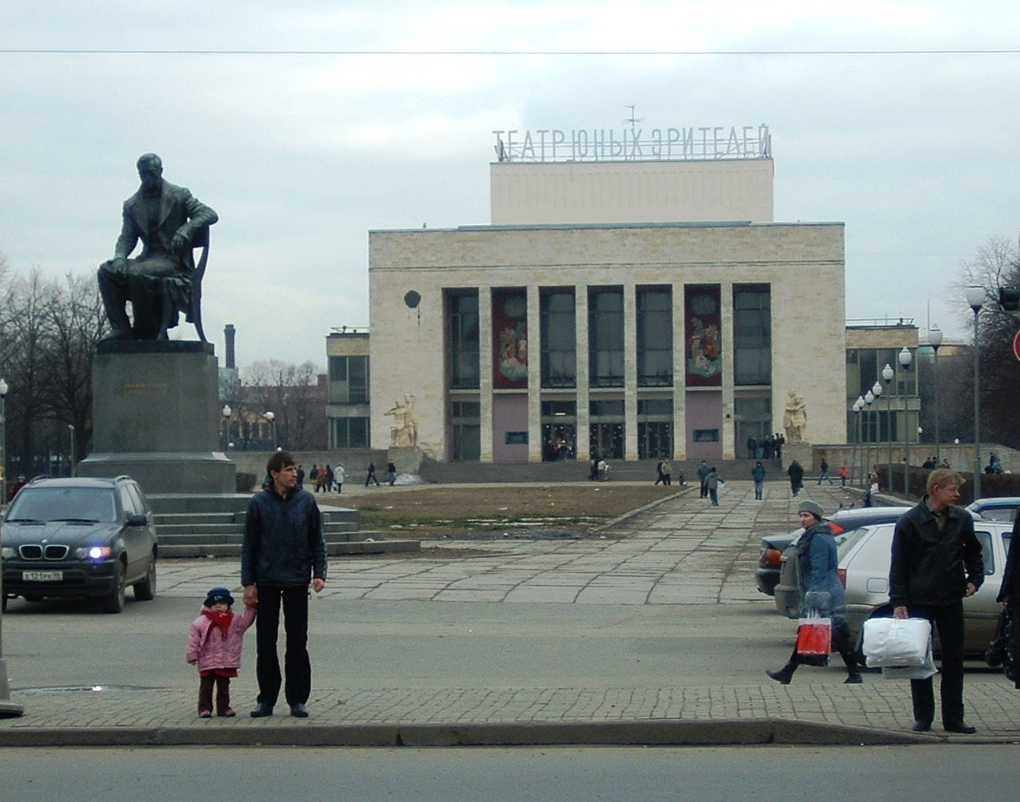
ТЮГ імені Брянцева, головний фасад.

Театральна вистава починається з п'єси. Вже на початковому етапі Корогодському стало зрозуміло, що спеціально для театрів юних глядачів ніхто — не пише. Писали лише для «дорослих» театрів. Казка «Коник-горбунок»  (візитна вистава ТЮГу) писалася як казка і не була розрахована на постанову в театрі. Все це стосувалось і більшості інших п'єс, адаптованих під юних глядачів в самому театрі або за його замовами.
Режисер Корогодській розпочав працю з літераторами і драматургами. Процес зацікавив обидві сторони : амбітні автори отримували шанс побачити власний твір реалізованим на сцені, а ТЮГ отримував твір і прем'єру, невідому іншим . 
З ленінградським ТЮГом або співпрацювали, або тут починали сценічне життя твори Євгена Шварца, Булата Окуджави, В. Тендрякова, В.Катаєва,  М.Рощіна, Ю.Ентіна, М.Бартенєва та інших .
В Ленінградському ТЮГі йшли щонайменше дві п'єси  В.Ф.Тендрякова.

## Театральна версія в ТЮЗі
Зрозуміло, що всю повість Тендрякова показати у театрі було неможливо. Літературний твір і театральна версія мають свої властивості, бо в театрі сценічна дія має укладатись у певний часовий проміжок, а молодіжна аудиторія не витримає в театрі чорьох годин, тоді як за книгою — спокійно.
Тому ТЮГ зробив театральну версію, узявши від повісті тільки головні події і найважливіші діалоги. Драма від цього тільки виграла. Вступне слово перед декількома виставами говорив сам режисер Зіновій Корогодський. Пощастило тим, хто був запрошений на «прогон», тобто перший показ вистави перед прем'єрою, коли очільники театра перевіряли реакцію молодих глядачів на першу версію вистави 26 березня 1979 року.
Акторський склад  був розбитий на дві групи — вчителі і випускний клас. Вони були подані у виставі відокремлено, кожна група пристрасно обговорювала власні, болючі  проблеми. Вже у кожній були і свої лідери, і власні ідеї, і власні шляхи пошуків — куди йти,  з якими моральними настановами, які орієнтири попереду. 
У вчителів через дорослість і гіркий досвід вчителювання багато чого прояснилося, хоча це не позбавляє від проблем і пошуків істин, перевірок істин на сравжність. У випускників — навпаки. Вони в процесі дорослішання і пошук істин для них тільки розпочався, але допоки він іде інтуїтивно. Захищеність школою і авторитетом вчителів після випуску закінчилася, що викликає тривогу і розгубленість. Адже відтепер рішення прийматимуть окремо і примушені брати відповідальність за власні рішення, часто без чорнеток, як то було на контрольних роботах. Ось відмінниця, що здивувала учнів і вчителів розгубленою промовою перед випускним балом. Відмінницю неполюбляли у класі, а після розгубленої і сміливої  промови вперше визнали «своєю». Вона і принципова (як того вимагали у школі), і розгублена, і вкрай натягнута як струна на музичному інструменті, що відгукується навість на сторонній подих, не те що на дотик. Вона важко шукає виходу зі свого непорозуміння у класі, причини власних негараздів у спілкуванні, власної відчуженості від однолітків. Її перші кроки до відвертого спілкування виявляються незграбними ( відмінниця запропонувала привабливому хлопцю поїхати разом у Москву заради влаштування у вишу. Але хлопець давно має симпатію до іншої, що викликало конфуз... )
Пошуки, що і як робити, примусили випускників вперше поговорити «до донця», дати оцінки кожному. Першим наважився вислухати оцінки собі «щасливчик». Йому і видали таку негативну оцінку, що той обурився і почав видавати негатив про кожного (зуб за зуб !).  Завдяки цим «викриттям» глядачі і познайомляться з подіями і вчинками, що відбулися перед випуском. Обурений «щасливчик» не пожалкує ні друга, ні дівчат у класі, ні кохану... Він оприлюднить сцену купання з коханою, коли дівчина, в котрий вже народилася жіноча жага подобатись, показалась коханому оголеною. Замість вдячності від коханого (і права на секрет події) дівчині завдали образи і знеславили.
Сократик Онучін видав чергову таємницю : обуреного «щасливчика» планують убити. Але ображені випускники не хочуть стати на його захист. На захист стане тільки відмінниця, адже разом вони можуть врятувати хлопця і це акт справедливості. Розгорілася запекла дискусія, що робити. Пристрасті вирували допоки перемогли аргументи рятувати життя хлопця. Так гра виговоритися «до донця» вперше приводить їх до виваженого рішення і до відповідальності за власне рішення, до початого процесу дорослішання — вже поза школою.

## Післямова
Ні про який показ оголеної акторки у радянському театрі (тим паче для юнацтва у СРСР) не могло бути і мови 1979 року. У виставі йшлася лише згадка про подію. Виставу «Ніч перед випуском » у театрі  навіть через згадку про оголеність визнали тоді аморальною...